# Чемпіонат Європи з легкої атлетики в приміщенні 1974
Чемпіонат Європи з легкої атлетики в приміщенні 1974 відбувся 9-10 березня в Гетеборзі в палаці «Скандинавіум» на арені з довжиною кола 196 м.

## Призери

### Чоловіки
| Дисципліни             | Золото                                                           | Золото       | Срібло                                                            | Срібло  | Бронза                         | Бронза       |
| ---------------------- | ---------------------------------------------------------------- | ------------ | ----------------------------------------------------------------- | ------- | ------------------------------ | ------------ |
| 60 метрів              | Валерій Борзов СРСР                                              | 6,58 WIB CR  | Манфред Кокот НДР                                                 | 6,63    | Олександр Корнелюк СРСР        | 6,66         |
| 400 метрів             | Альфонс Брейденбах Бельгія                                       | 46,60        | Андреас Шайбе НДР                                                 | 46,80   | Гюнтер Арнольд НДР             | 46,94        |
| 800 метрів             | Лучано Сушань Югославія                                          | 1.48,07 CR   | Андраш Жинка Угорщина                                             | 1.48,50 | Йозеф Плахій Чехословаччина    | 1.49,49      |
| 1500 метрів            | Генрик Шордиковський Польща                                      | 3.41,78      | Томас Вессінгхаге ФРН                                             | 3.42,04 | Влодзімеж Сташак Польща        | 3.43,48      |
| 3000 метрів            | Еміль Путтеманс Бельгія                                          | 7.48,48      | Пауль Тейс Бельгія                                                | 7.51,76 | Павел Пенкава Чехословаччина   | 7.51,79      |
| 60 метрів з бар'єрами  | Анатолій Мошіашвілі СРСР                                         | 7,66 WIB CR  | Мирослав Водзиньський Польща                                      | 7,68    | Франк Зібек НДР                | 7,75         |
| 4×394 метри (4×2 кола) | ШвеціяМікаель Фредрікссон Герт Меллер Андерс Фогер Дімітре Грама | 3.04,55      | ФранціяП'єр Бонвен Патрік Сальвадор Роже Веласкес Ліонель Малінгр | 3.05,46 | не вручалась                   | не вручалась |
| Стрибки у висоту       | Кестутіс Шапка СРСР                                              | 2,22         | Іштван Майор Угорщина                                             | 2,20    | Владімір Малий Чехословаччина  | 2,17         |
| Стрибки з жердиною     | Тадеуш Слюсарський Польща                                        | 5,35         | Антті Калліомякі Фінляндія                                        | 5,30    | Яніс Лауріс СРСР               | 5,30         |
| Стрибки у довжину      | Жан-Франсуа Бонем Франція                                        | 8,17 CR      | Ганс Баумгартнер ФРН                                              | 8,10    | Макс Клаус НДР                 | 8,03         |
| Потрійний стрибок      | Міхал Йоахімовський Польща                                       | 17,03 WIB CR | Михайло Барібан СРСР                                              | 16,88   | Бернар Ламітьє Франція         | 16,56        |
| Штовхання ядра         | Джефф Кейпс Велика Британія                                      | 20,95 EIB CR | Гайнц-Йоахім Ротенбург НДР                                        | 20,87   | Ярослав Брабець Чехословаччина | 19,87        |

### Жінки
| Дисципліни             | Золото                                                                 | Золото         | Срібло                                                               | Срібло  | Бронза                     | Бронза       |
| ---------------------- | ---------------------------------------------------------------------- | -------------- | -------------------------------------------------------------------- | ------- | -------------------------- | ------------ |
| 60 метрів              | Ренате Штехер НДР                                                      | 7,16 WIB CR    | Андреа Лінч Велика Британія                                          | 7,17    | Ірена Шевінська Польща     | 7,20         |
| 400 метрів             | Єліца Павличич Югославія                                               | 52,64          | Надія Ільїна СРСР                                                    | 52,81   | Вальтрауд Дітч НДР         | 52,84        |
| 800 метрів             | Ельжбета Католик Польща                                                | 2.02,38 EIB CR | Гізела Елленбергер ФРН                                               | 2.02,54 | Гунхільд Гоффмайстер НДР   | 2.02,59      |
| 1500 метрів            | Тонка Петрова Болгарія                                                 | 4.10,97 WIB CR | Карін Кребс НДР                                                      | 4.11,33 | Тамара Козачкова СРСР      | 4.14,45      |
| 60 метрів з бар'єрами  | Аннероз Фідлер НДР                                                     | 8,08           | Гражина Рабштин Польща                                               | 8,08    | Мета Антенен Швейцарія     | 8,19         |
| 4×392 метри (4×2 кола) | ШвеціяАнн-Шарлотт Гессе Лена Фріцсон Анн-Маргрет Уттерберг Анн Ларссон | 3.38,15        | БолгаріяЛіляна Томова Соня Захарієва Йорданка Філіпова Тонка Петрова | 3.39,21 | не вручалась               | не вручалась |
| Стрибки у висоту       | Розмарі Вітчас НДР                                                     | 1,90           | Мілада Карбанова Чехословаччина                                      | 1,88    | Ріта Кірст НДР             | 1,88         |
| Стрибки у довжину      | Мета Антенен Швейцарія                                                 | 6,69 CR        | Ангела Шмальфельд НДР                                                | 6,56    | Валерія Штефенеску Румунія | 6,39         |
| Штовхання ядра         | Гелена Фібінгерова Чехословаччина                                      | 20,75 WIB CR   | Надія Чижова СРСР                                                    | 20,62   | Маріанне Адам НДР          | 19,70        |

## Медальний залік
| Місце                | Країна               | Золото | Срібло | Бронза | Загалом |
| -------------------- | -------------------- | ------ | ------ | ------ | ------- |
| 1                    | Польща               | 4      | 2      | 2      | 8       |
| 2                    | НДР                  | 3      | 5      | 7      | 15      |
| 3                    | СРСР                 | 3      | 3      | 3      | 9       |
| 4                    | Бельгія              | 2      | 1      | 0      | 3       |
| 5                    | Югославія            | 2      | 0      | 0      | 2       |
| 5                    | Швеція               | 2      | 0      | 0      | 2       |
| 7                    | Чехословаччина       | 1      | 1      | 4      | 6       |
| 8                    | Франція              | 1      | 1      | 1      | 3       |
| 9                    | Болгарія             | 1      | 1      | 0      | 2       |
| 9                    | Велика Британія      | 1      | 1      | 0      | 2       |
| 11                   | Швейцарія            | 1      | 0      | 1      | 2       |
| 12                   | ФРН                  | 0      | 3      | 0      | 3       |
| 13                   | Угорщина             | 0      | 2      | 0      | 2       |
| 14                   | Фінляндія            | 0      | 1      | 0      | 1       |
| 15                   | Румунія              | 0      | 0      | 1      | 1       |
| Загалом (15 збірних) | Загалом (15 збірних) | 21     | 21     | 19     | 61      |

## Відео
- Відеозвіт на YouTube

## Виступ українців
| Чоловіки (4) | Чоловіки (4)      | Чоловіки (4) | Чоловіки (4) |
| Місце        | Атлет             | Дисципліна   | Результат    |
| ------------ | ----------------- | ------------ | ------------ |
| 1            | Валерій Борзов    | 60 м         | 6,58         |
|              | Валерій Підлужний | довжина      | 7,97         |
|              | Анатолій Ярош     | ядро         | 19,69        |
|              | Євген Тананика    | жердина      | 5,20         |

| Жінки (1) | Жінки (1)    | Жінки (1)  | Жінки (1) |
| Місце     | Атлетка      | Дисципліна | Результат |
| --------- | ------------ | ---------- | --------- |
|           | Тамара Галка | висота     | 1,86      |